# Khumbutse
El Khumbutse (en chino: 坤 布 崎 峰, en pinyin: Kūnbùzī Fēng) es una montaña de la región de Khumbu, en la subcordillera Mahalangur Himal. Se encuentra en la frontera de Nepal y China; en el distrito de Solukhumbu en Nepal, y en la Prefectura de Shigatse del condado de Tingri, en el Tíbet. El pico tiene una altura de 6639 m.

## Descripción
Debe su nombre al valle de Khumbu, donde se encuentra el glaciar de Khumbu. El Khumbutse está en el lado occidental del Everest y el Lingtren, con el paso Lho La en medio.
A cierta distancia, el Khumbutse se asemeja a una miniatura del pico del Lhotse. Al igual que su vecino, el Lingtren, la montaña se encuentra a la sombra de la cordillera entre el Everest y el Pumori. La montaña es empinada y en gran parte cubierta de nieve y hielo. Las avalanchas en sus laderas son frecuentes.
La montaña más cercana al Khumbutse es el Everest, y de ahí le siguen el Lingtren, el Changtse, el Pumori, el Jiangbing Ri, el Kala Patthar, y el Nuptse.
La montaña es la cuenca hidrográfica del río Ganges, y por tanto de la bahía de Bengala.

## Historial de ascensiones
El Khumbutse fue escalado por primera vez en 1979 por el esloveno Franček Knez, en una ascensión en solitario. Fue en el marco de una expedición al Everest, donde Knez sintió que la expedición podría tomar demasiado tiempo para escalar, y por tanto, decidió abandonar la expedición para intentar llegar a la cumbre por su cuenta.
Otras fuentes argumentan que el escalador holandés Bart Vos llegó a la cumbre del Khumbutse, pero esto no habría sucedido, según datos del propio Vos, antes de noviembre o diciembre de 1993.
También hay fuentes que ven la escalada en solitario del Knez, así como los supuestos datos de Vos (poco más de 14 años después), como inadecuadamente documentados. Así que la montaña es declarada como sin ser escalada hasta la cima.
Oficialmente, el Khumbutse fue abierto a los escaladores extranjeros en 2002, cuando el gobierno nepalí permitió el acceso a 103 nuevas montañas.